# Hüttenschuh

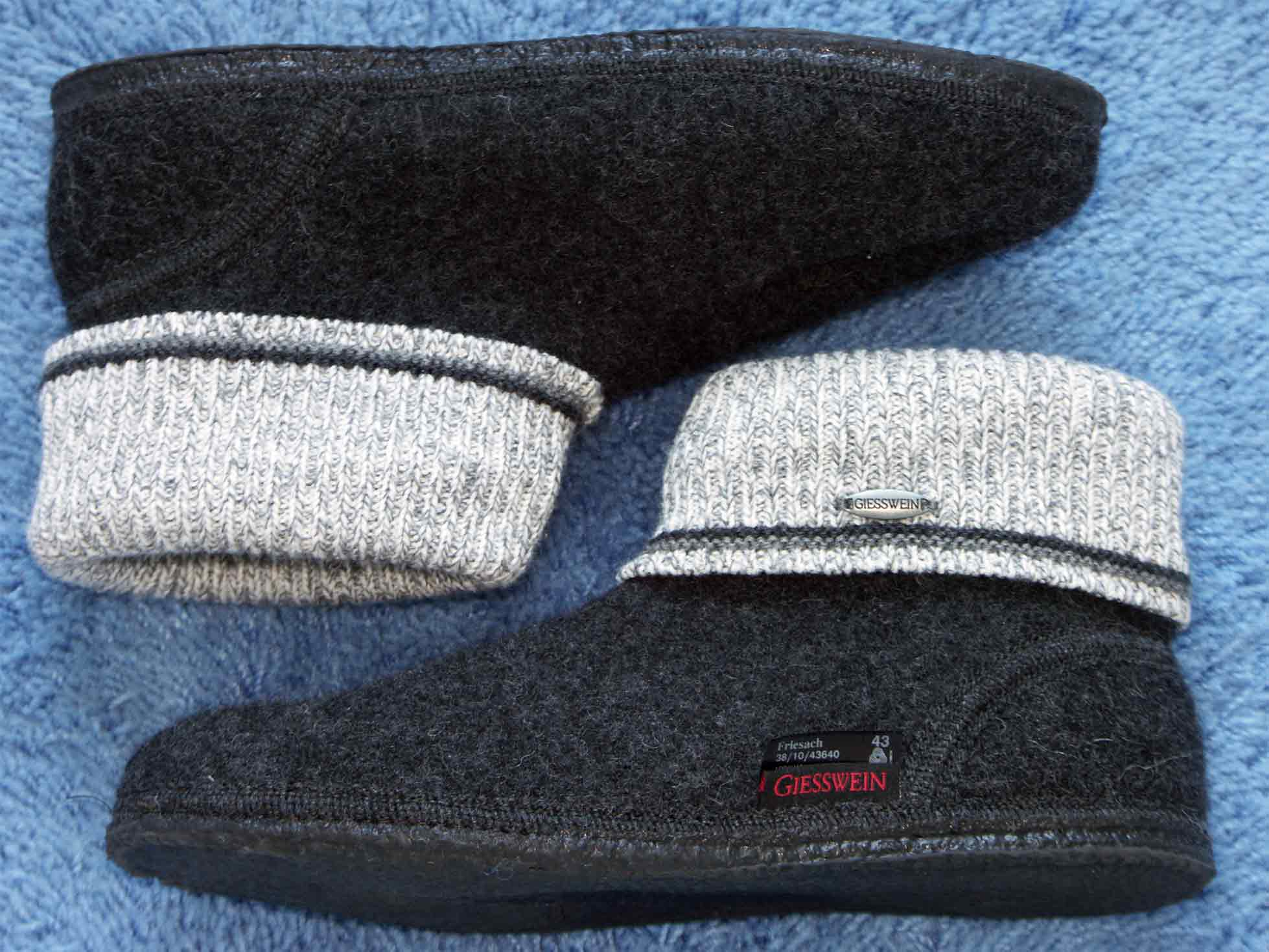
Hüttenschuhe aus Wollfilz mit Strickrand und Latexsohle

Hüttenschuhe sind knöchelhohe warme Hausschuhe ursprünglich für Bergwanderer.
Von der Form her gleichen Hüttenschuhe weiten Socken mit einer flachen, dünnen Sohle. Das Schaftmaterial besteht entweder aus Wollfilz mit einem elastischen Schaftabschlussrand aus gestrickter Wolle, oder der Schaft ist komplett aus Wolle gestrickt. Als Sohle wird entweder eine Lage mit Gummi beschichteter Filz oder dünnes (Rau-)Leder verwendet.
Der Ursprung der Hüttenschuhe liegt bei Bergwanderungen mit Übernachtungen in Berghütten. Dafür wird dieser Typ wärmender und im Rucksack gut zu verstauender Hausschuhe mitgeführt. Die verschmutzten und feuchten Bergschuhe werden außerhalb des Aufenthalts- und Schlafbereichs der Hütte zumeist in speziellen Schuhräumen in Regalen abgestellt und die Hüttenschuhe während des Aufenthalts getragen.
Hüttenschuhe werden aber auch abseits von Berghütten als traditionelle wärmende Hausschuhe in der Winterzeit getragen.